# 岸和田漁港

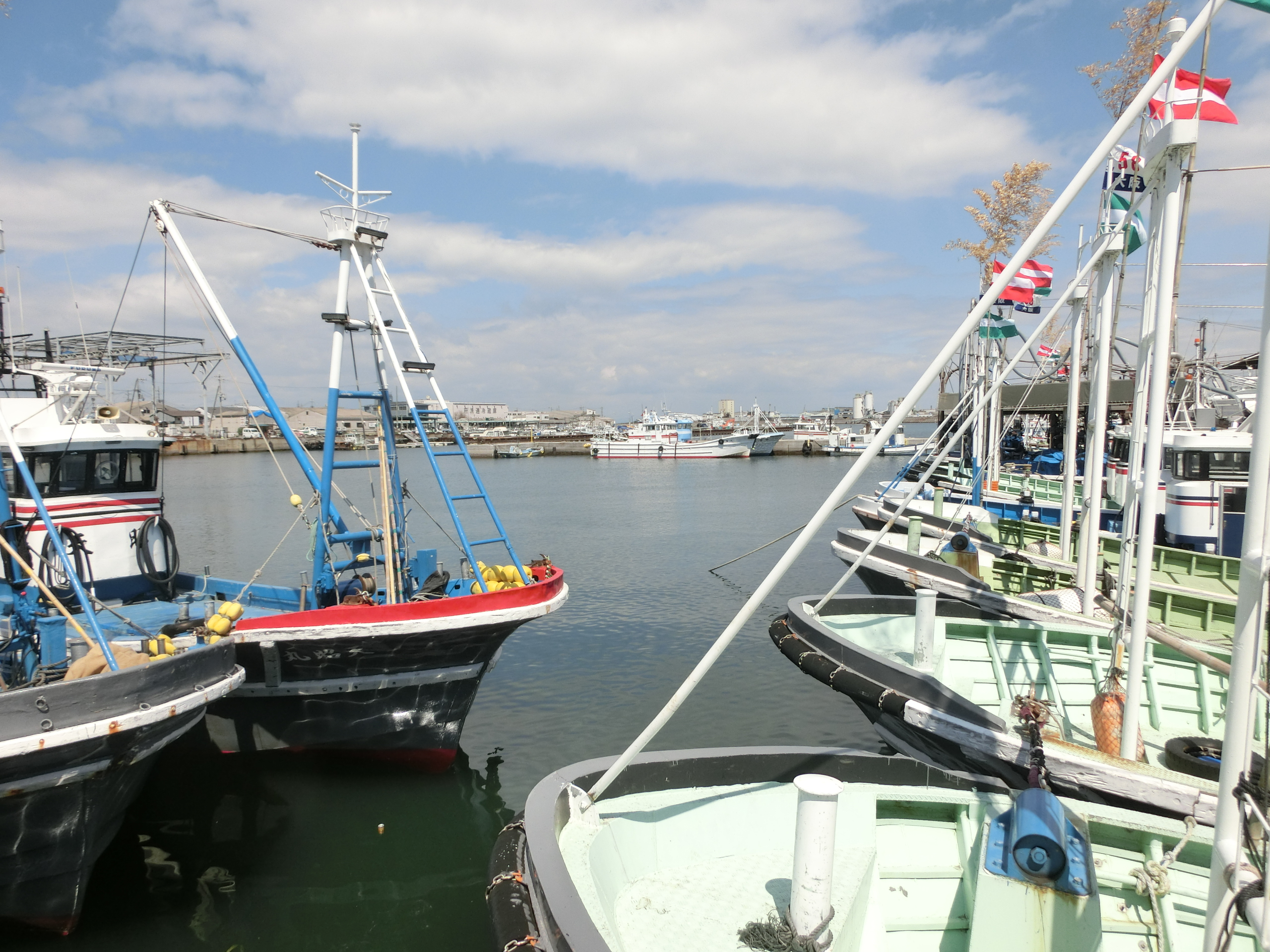
岸和田漁港

岸和田漁港（きしわだぎょこう）は、大阪府岸和田市にある港で漁港漁場整備法（昭和25年5月2日法律第137号）第1章第5条に規定する第2種漁港である。

## 概要
春木川河口左岸に位置しており、阪南港には含まれない。ただし、阪南港地蔵浜地区（阪南1区）北東部の船溜および埠頭用地が漁業基地として利用されており、岸和田市内の3つの漁業協同組合のうち2つは地蔵浜地区に拠点を置いている。
- 所在地 - 大阪府岸和田市臨海町
- 管理者 - 大阪府
- 漁業協同組合 - 春木（岸和田市臨海町20）、岸和田市（岸和田市地蔵浜町11-1）、大阪府鰮巾着網（岸和田市地蔵浜町7-1）
- 漁港番号 - 3120030

## 沿革
- 1951年（昭和26年）10月17日 - 第2種漁港に指定

## 主な魚種
- イワシ
- カレイ
- アナゴ
- スズキ
- タコ

## 主な漁業
- あぐり網漁業（いわし巾着網）
- 船びき網漁業
- 底びき網漁業
- 刺網漁業
- たこつぼ漁業